# 2004년 하계 올림픽 테니스
2004년 하계 올림픽 테니스는 2004년 하계 올림픽의 정식 종목으로 진행된 올림픽 테니스 경기로 2004년 9월 19일부터 28일까지 아테네 올림픽 테니스 센터에서 열렸다.

## 메달 집계

### 메달리스트
| 남자 단식 자세히 | 니콜라스 마수 · 칠레                           | 마디 피시 · 미국                                              | 페르난도 곤살레스 · 칠레                                 |  |  |  |
| 남자 복식 자세히 | 칠레 (CHI) · 페르난도 곤살레스 · 니콜라스 마수 | 독일 (GER) · 니콜라스 키퍼 · 라이너 쉬틀러                    | 크로아티아 (CRO) · 마리오 안치치 · 이반 류비치치         |  |  |  |
|                  |                                                |                                                               |                                                          |  |  |  |
| 여자 단식 자세히 | 쥐스틴 에냉 · 벨기에                           | 아멜리 모레스모 · 프랑스                                      | 얼리샤 몰릭 · 오스트레일리아                             |  |  |  |
| 여자 복식 자세히 | 중화인민공화국 (CHN) · 리팅 · 쑨톈톈           | 스페인 (ESP) · 콘치타 마르티네스 · 비르히니아 루아노 파스쿠알 | 아르헨티나 (ARG) · 파올라 수아레스 · 파트리시아 타라비니 |  |  |  |